# Gerardo Amato
Gerardo Amato, nome d'arte di Gerardo Placido (Ascoli Satriano, 15 febbraio 1949), è un attore e regista teatrale italiano.

## Biografia
Di padre rionerese e madre ascolana, nonché fratello degli attori Michele Placido e Donato Placido, ha coordinato la rassegna teatrale "Sipario sull'Adda". A teatro ha recitato in diversi spettacoli, fra cui la commedia di Eduardo De Filippo La grande magia, sotto la direzione di Giorgio Strehler.
Nel 1977 ha vinto la Targa Mario Gromo al miglior attore esordiente (premi Grolla d'Oro). Nel 1987 partecipa al film Caramelle da uno sconosciuto.
Dopo il riconoscimento come esordiente, Amato ha avuto una lunga carriera partecipando a svariate pellicole cinematografiche e fiction televisive, tra cui anche il serial italiano Felicità... dove sei. È stato anche interprete di fotoromanzi.
Nel 2010 ha collaborato alla scrittura della sceneggiatura del film Vallanzasca - Gli angeli del male del fratello Michele Placido.
Vive a Lodi.

## Filmografia

### Cinema
- Una vita venduta, regia di Aldo Florio (1976)
- Nina, regia di Vincente Minnelli (1976)
- Difficile morire, regia di Umberto Silva (1977)
- Blue Nude, regia di Luigi Scattini (1977)
- La notte dell'alta marea, regia di Luigi Scattini (1977)
- Eutanasia di un amore, regia di Enrico Maria Salerno (1978)
- Io, Caligola, regia di Tinto Brass e Bob Guccione (1979)
- Zappatore, regia di Alfonso Brescia (1980)
- Passione d'amore, regia di Ettore Scola (1981)
- Notturno con grida, regia di Ernesto Gastaldi (1982)
- Caramelle da uno sconosciuto, regia di Franco Ferrini (1987)
- I frati rossi, regia di Gianni Martucci (1988)
- Ad un passo dall'aurora, regia di Mario Bianchi (1989)
- Io Gilda, regia di Andrea Bianchi (1989)
- Ombre d'amore, regia di Alessandro Ninchi (1989)
- Ritorno a casa Gori, regia di Alessandro Benvenuti (1996)
- Aria compressa - Soft Air, regia di Claudio Masin (1998)
- Odi et amo, regia di Maurizio Anania (1998)
- Prigionieri di un incubo, regia di Franco Salvia (2001)
- Tra due donne, regia di Alberto Ferrari (2001)
- Manuale d'amore 2 - Capitoli successivi, regia di Giovanni Veronesi (2007)
- Il mattino ha l'oro in bocca, regia di Francesco Patierno (2007)
- Qui scorre il fiume, regia di Francesco Paladino (2008)
- Backward, regia di Max Leonida (2009)
- Uccidere per amare, regia di Jean-Marie Pallardy (2009)
- Vallanzasca - Gli angeli del male, regia di Michele Placido (2010)
- Il sottile fascino del peccato, regia di Franco Salvia (2010)
- Una diecimilalire, regia di Luciano Luminelli (2015)
- 7 minuti, regia di Michele Placido (2016)
- Creed'C regia di Francesco Cippone e Lucky Dario Fortunato (2016)

### Televisione
- Il dipinto, regia di Domenico Campana (1974) - film tv
- La signora Ava, regia di Antonio Calenda (1975) - film tv
- Chi?, spettacolo abbinato alla Lotteria Italia (1976)
- Doppia indagine, regia di Flaminio Bollini (1978)
- Con gli occhi dell'occidente, regia di Vittorio Cottafavi (1979)
- L'eredità della priora, di Anton Giulio Majano (1980)
- Notti e nebbie, regia di Marco Tullio Giordana (1984)
- Felicità... dove sei (1985)
- La vallée des peupliers, regia di Mario Caiano (1986)
- Non basta una vita, regia di Mario Caiano (1988)
- Senza scampo, regia di Paolo Poeti (1989)
- Disperatamente Giulia, regia di Enrico Maria Salerno (1989)
- Per odio per amore, regia di Nelo Risi (1991)
- Incantesimo, di Alessandro Cane (2000)
- L'avvocato, due episodi, registi vari (2003)
- Carabinieri - Sotto copertura, regia di Raffaele Mertes (2005)
- Vivere, registi vari (2005)
- L'onore e il rispetto, regia di Salvatore Samperi (2006)
- Io ti assolvo, regia di Monica Vullo (2008)
- Il sangue e la rosa (2008)

## Teatro
- La grande magia, di Eduardo De Filippo, con Gerardo Amato, Eleonora Brigliadori, Sante Calogero, Mimmo Craig, Vincenzo Crocitti, Renato De Carmine, Rosalina Neri, Franco Parenti, regia di Strehler, prima al Piccolo Teatro di Milano il 3 maggio 1985.